# Trận St. Quentin (1871)
Trận St. Quentin diễn ra vào ngày 19 tháng 1 năm 1871 gần thị trấn St. Quentin thuộc miền Picardie (Pháp), giữa Tập đoàn quân số 1 Phổ-Đức với Tập đoàn quân Bắc của Pháp trong cuộc Chiến tranh Pháp-Đức (1870 – 1871). Đây là nỗ lực cuối cùng của quân lực cộng hòa Pháp nhằm giải vây cho Paris từ bên ngoài.
Trong khi các Tập đoàn quân số 3 (Thái tử Friedrich của Phổ chỉ huy) và Meuse (Thái tử Albert của Sachsen chỉ huy) bao vây thủ đô Pháp quốc, Tổng tham mưu trưởng liên quân Đức - Thượng tướng Bộ binh Helmuth von Moltke sai Thượng tướng Kỵ binh Edwin von Manteuffel đem Tập đoàn quân số 1 lên mạn bắc để đối phó với Tập đoàn quân Bắc mới thành lập của Pháp do tướng Louis Faidherbe chỉ huy. Sau khi nỗ lực đầu tiên của ông nhằm giải cứu Paris bị phá sản trong trận Bapaume đầu năm 1871, Faidherbe lại lên một kế hoạch giải vây mới.
Sau khi thay Manteuffel làm tư lệnh Tập đoàn quân số 1 ngày 8 tháng 1, Thượng tướng Bộ binh August Karl von Goeben thúc quân đánh Faidherbe gần St. Quentin vào ngày 19. Sau hàng tiếng đồng hồ đánh nhau ác liệt, quân Đức giành thắng lợi lớn và tập đoàn quân Bắc coi như bị xóa sổ. Cùng ngày, tư lệnh đồn binh Paris là Louis-Jules Trochu mở một cuộc phá vây về phía Versailles nhưng cũng thất bại.

## Bối cảnh
Sau trận bất phân thắng bại giữa Tập đoàn quân Bắc (Pháp) dưới quyền tướng Louis Faidherbe với Tập đoàn quân số 1 (Đức) dưới quyền Thượng tướng Kỵ binh Edwin von Manteuffel tại Bapaume đầu tháng 1 năm 1871, Faidherbe tập kết lực lượng giữa Bapaume và Albert để chuẩn bị một cuộc hành quân mới. Chẳng bấy lâu sau, ông lại được Bộ trưởng Nội các Quân sự Pháp Charles de Freycinet đề xuất hỗ trợ cho cuộc phá vây cuối cùng của đồn binh Paris. Thay vì tiến đánh Amiens hoặc Paris, Faidherbe lên kế hoạch đông tiến về St. Quentin và thung lũng sông Oise để đánh phá tuyến liên lạc của Đức rồi trở về các thành lũy của mình mà không phải đụng chạm với chủ lực tập đoàn quân số 1 Đức. 
Sau khi thay Manteuffel chỉ huy Tập đoàn quân số 1 Đức ngày 8 tháng 1, Thượng tướng Bộ binh August Karl von Goeben tập trung binh lực ở đằng sau sông Somme để dễ tiến công theo mọi hướng, đồng thời khẩn trương cho kỵ binh đi trinh sát tình hình địch. Ngày 15 tháng 1, nhận thấy quân Pháp tăng cường thám sát, Goeben cảnh báo Tổng tham mưu trưởng Helmuth von Moltke về nguy cơ Faidherbe tái phát động tấn công. Hôm sau, một đoàn quân Pháp từ Cambrai tiến xuống chiếm St. Quentin từ tay một lực lượng mỏng yếu của Đức. Bản đầu Goeben giả định đây chỉ là một mũi nghi binh, nhưng sau khi một toán kỵ binh tuần tiễu của ông phát hiện thị trấn Albert đã bị bỏ trống vào rạng sáng ngày 17 tháng 1, ông kết luận rằng Faidherbe đang đánh về phía đông. Để hãm đánh Faidherbe, Goeben bèn dẫn quân sang hướng đó và tập trung quân lực giữa 2 thị trấn Péronne và Ham. Trong tay Goeben có 4 sư đoàn bộ binh và 1 sư đoàn kỵ binh. Thêm vào đó, Moltke đã rút một lữ đoàn Sachsen từ Paris lên chi viện cho Goeben và điều Quân đoàn XIII vào trấn giữ Rouen để Goeben có thể rút hết quân của ông khỏi đây. Với lực lượng được tăng cường, Goeben tin rằng mình đã đủ sức thanh toán tập đoàn quân của Faidherbe.
Không may cho Pháp, do mọi con đường tốt từ Bapaume và Albert xuống phía đông nam đều chạy qua Péronne – nơi đã bị quân Đức đánh chiếm ngày 9 tháng 1, Faidherbe phải hành quân khó nhọc trên những quãng đường con đường chật hẹp và lầy lội đến mắt cá chân. Bước tiến lề mề của quân Pháp đã được kỵ binh Đức theo dõi khá tỉ mỉ, và Goeben đốc bộ binh đến nghênh chiến với Faidherbe trên sông Oise. Trong trận đụng độ sơ khởi giữa Péronne và St. Quentin vào ngày 18 tháng 1, quân tiền vệ Đức đã ngăn được đà tiến của đối phương, buộc Faidherbe phải lui về chống giữ St. Quentin. 

## Trận đánh

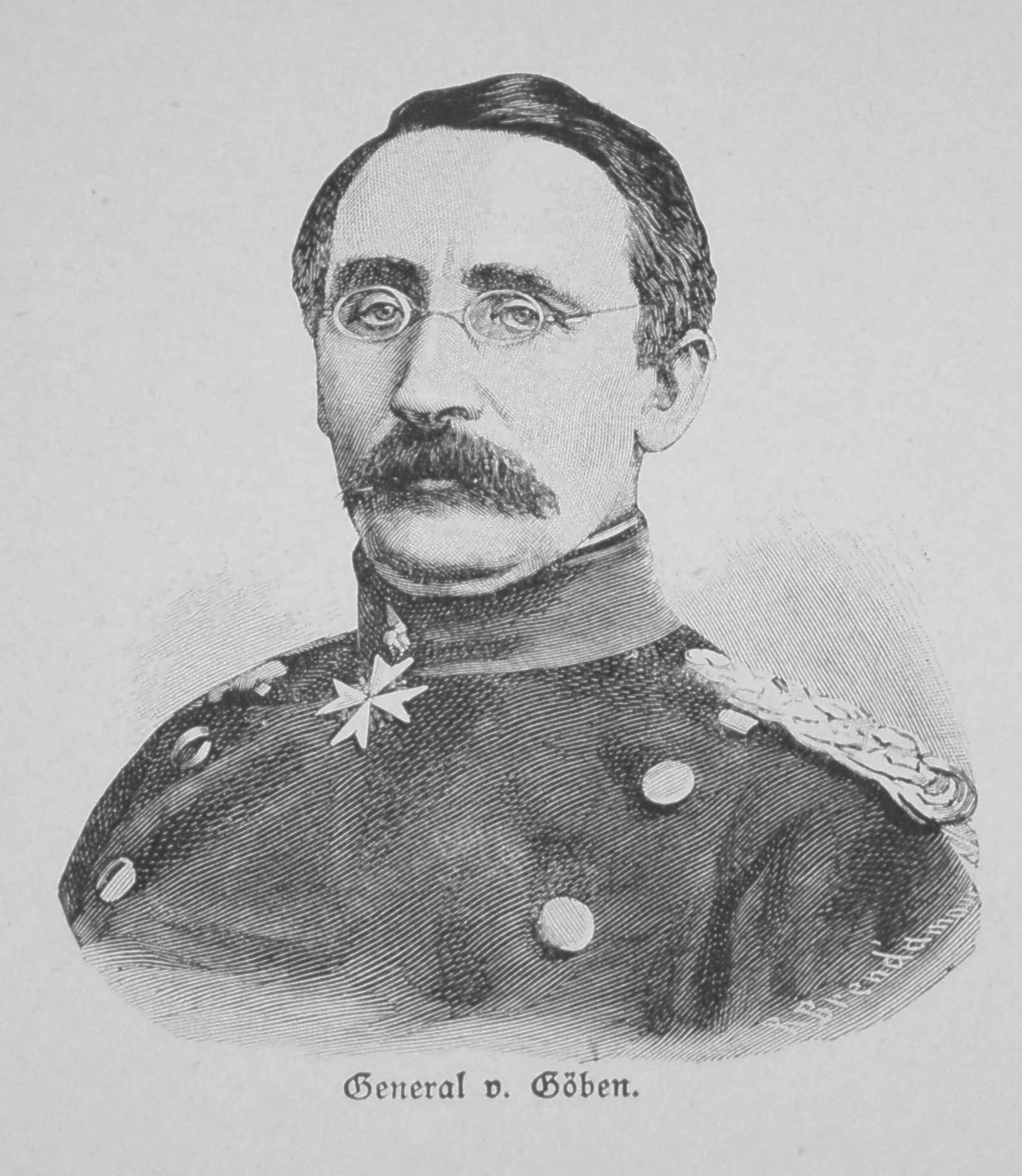
Tướng August Karl von Goeben của Đức

Theo Lehoucourt - một sử gia Pháp thế kỷ 19, lực lượng Pháp trong trận St. Quentin bao gồm 40.000 quân và 99 đại bác so với 36.000 quân và 161 đại bác của Đức. Sử gia Anh thế kỷ 20 Michael Howard còn cho biết rằng phía Đức có số bộ binh ít gấp đôi đối phương. Thêm vào đó, những ngọn đồi rộng bao quanh St. Quentin cũng gây cản trở đáng kể cho mọi cuộc tấn công vào thị trấn. Tuy nhiên, những cuộc hành quân không ngừng nghỉ trong mưa gió và trận thua ngày hôm trước đã kéo sụp tinh thần và sức chiến đấu của quân Pháp. Các tướng Pháp buộc phải sai hiến binh lùng soát lính đào ngũ trong thị trấn và ép họ phải trở lại chiến đấu. Các vị trí phòng ngự được thiết lập vội vã không qua trinh sát, và ít nhất một mệnh lệnh quan trọng của Faidherbe đã trở nên vô nghĩa. Ban đầu Faidherbe định bố trí Quân đoàn 22 đóng giữ thung lũng sông Somme tại khu vực từ đường đi Ham tới đường đi La Fère, trong khi Quân đoàn 23 và lực lượng dự bị nằm sau sườn phải của Quân đoàn 23 để yểm trợ tuyến liên lạc tới Cambrai. Nhưng thượng lệnh không đến được Quân đoàn 22 - đơn vị đã lập một tuyến phòng thủ trước các làng Castres, Grugies và Gauchy trên tả ngạn sông Somme. Vì vậy mà 2 quân đoàn của Faidherbe bị chia cắt bởi kênh Crozal và không thể hỗ trợ nhau trong chiến đấu. Cụ thể hơn, Quân đoàn 22 phải phòng giữ các đồi về phía đông nam trước các mũi tấn công cửa Sư đoàn 16 và Sư đoàn Vệ binh Quốc gia 3, trong khi Quân đoàn 23 trên mạn tây bắc sông Somme phải đối đầu với các mũi tấn công của Sư đoàn 15 và Phân bộ quân von der Gröben giữa các con đường đến Ham và Cambrai.

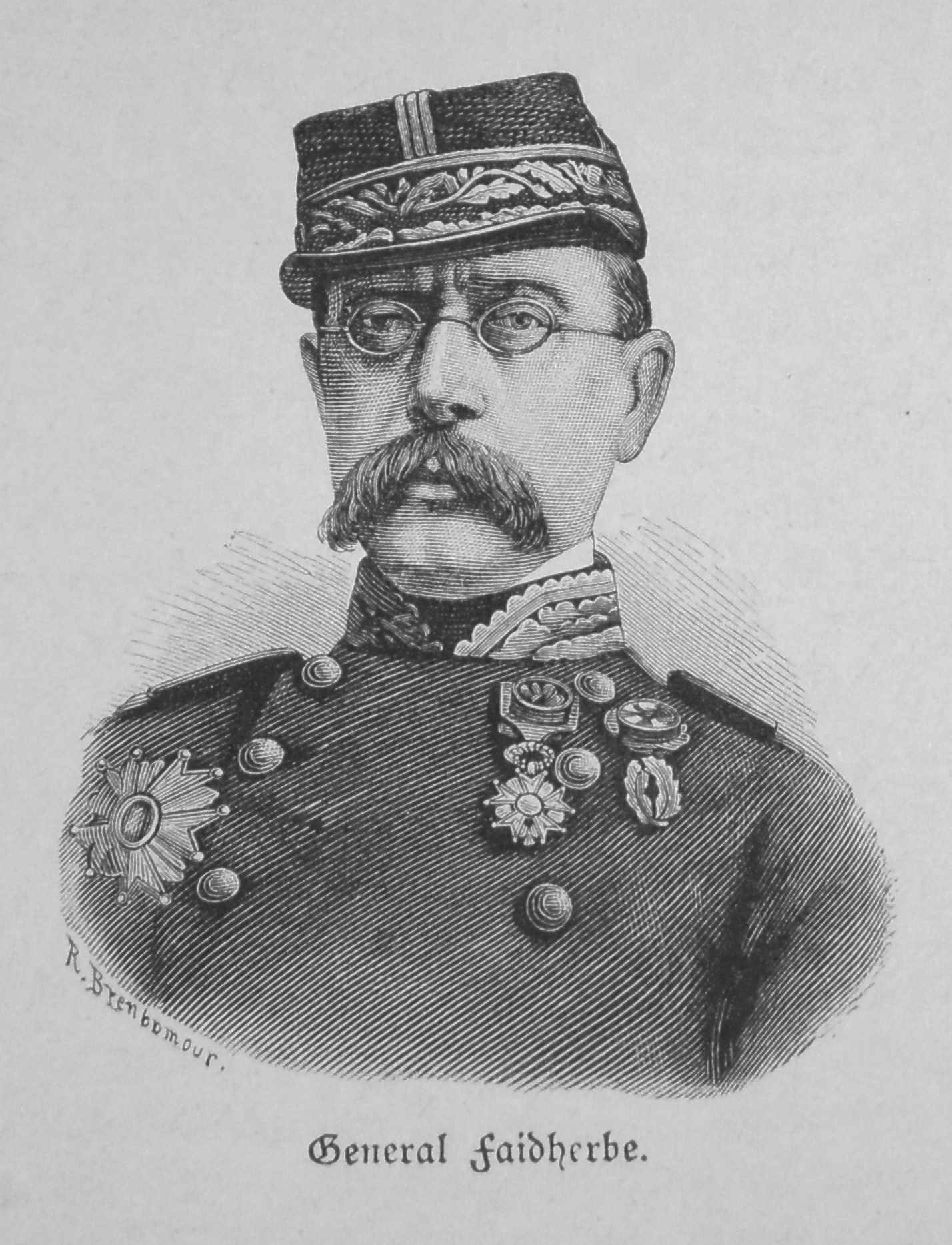
Tướng Pháp Louis Faidherbe

Trận chiến St. Quentin mở màn vào lúc 10h30 ngày 19 tháng 1 khi quân Đức tấn công trận địa phòng ngự của Pháp hai bên thung lũng sông Somme. Bên cánh phải, Sư đoàn 16 và Sư đoàn Vệ binh Quốc gia 3 đã bị chặn đứng bởi hỏa lực của lính Quân đoàn 22 từ đằng sau những mớ củ cải đường và phân bón trên các đồi quanh Grugies. Nhưng bên cánh phải, Sư đoàn 15 và Phân bộ quân von der Gröben đã giành được thế thượng phong trước Quân đoàn 23. Mặc dù một cuộc đột phá của cánh trái sẽ cắt đôi đường rút của Faidherbe về Cambrai, Goeben - sau khi nghe thấy tiếng súng ầm ĩ nhất ở phía nam sông Somme - đã thảy 1 trung đoàn dự bị và 30 cỗ đại bác vào khu vực này. Nhờ sự hỗ trợ của viện binh và một cuộc hành quân bọc sườn lên đường La Fère, quân cánh phải Đức đã đánh bật Quân đoàn 22 khỏi các cao điểm và buộc họ phải rút vào St. Quentin. Lúc 16h, quân Đức đã bóp chết mọi sự kháng cự của quân Pháp ở mạn nam sông Somme. Trong khi đó, hàng phòng ngự của Quân đoàn 23 trên mạn bắc cũng dần dần vỡ vụn dưới hỏa lực của Đức, và vào lúc 16h30, quân đoàn này nháo nhào bỏ chạy về Faubourg St. Martin. Khi Faidherbe phóng ngựa vào nội đô St. Quentin để tìm viện binh, ông tận mắt chứng kiến Quân đoàn 22 cũng tan vỡ và ồ ạt chạy qua sông Somme. 
Theo nhà sử học thế kỷ 19 Gustave Louis Maurice Strauss, lực lượng kỵ binh Sachsen đã đóng góp cho chiến thắng của người Đức bằng "một số cuộc xung phong tuyệt vời".
Hiểu rằng việc rút lui sẽ hủy diệt đội quân rệu rã của mình, Faidherbe quyết định tử thủ trong nội đô St. Quentin. Ông nói với một sĩ quan tham mưu của mình: "Báo chí biến chúng ta làm trò cười và bảo chúng ta luôn luôn triệt thoái. Được lắm. Kỳ này ta sẽ không thoái lui". Nhưng rồi, do không thể cản nổi làn sóng tháo chạy của quân mình sóng tháo chạy của quân mình, viên tướng Pháp cuối cùng đành phải hạ lệnh triệt binh. Trong đêm tối và khung cảnh hỗn loạn của St. Quentin, viên chỉ huy Quân đoàn 23 không thể nhận được thượng lệnh cho đến khi ông ta gần như bị vây kín trong thị trấn. May cho quân Pháp là hàng ngũ quân Đức lúc này cũng đang rối bời và do đó không thể khai thác chiến quả. Tàn binh bại tướng của Faidherbe triệt thoái theo các con đường tới Cambrai và Le Cateau trong suốt đêm hôm ấy, và đến sáng hôm sau thì phần lớn họ an toàn rời khỏi trận địa. 

## Kết cục
Thắng lợi quyết định của Tập đoàn quân số 1 Đức trong trận St. Quentin đã đặt dấu chấm hết cho sự kháng cự của quân lực Cộng hòa Pháp trên mạn bắc. Mặc dù bị thương vong đến 94 sĩ quan cùng 3.400 hạ sĩ quan và binh lính, binh tướng của Goeben đã giết chết và làm bị thương 6.000 quân Pháp, đồng thời bắt được 12.000 tù binh và 6 khẩu đại bác. Nói cách khác, Faidherbe đã hao tổn mất hơn 1/3 binh lực và số quân còn lại của ông hoàn toàn bị tê liệt. Không còn cách nào khác, viên tướng Pháp đành phải thu tàn binh vào các pháo đài ở miền bắc Pháp, nơi họ không còn nhúc nhích cho đến khi cho đến khi hiệp định đình chiến được ký kết vào ngày 28 tháng 1. 